# Hannie Schaft

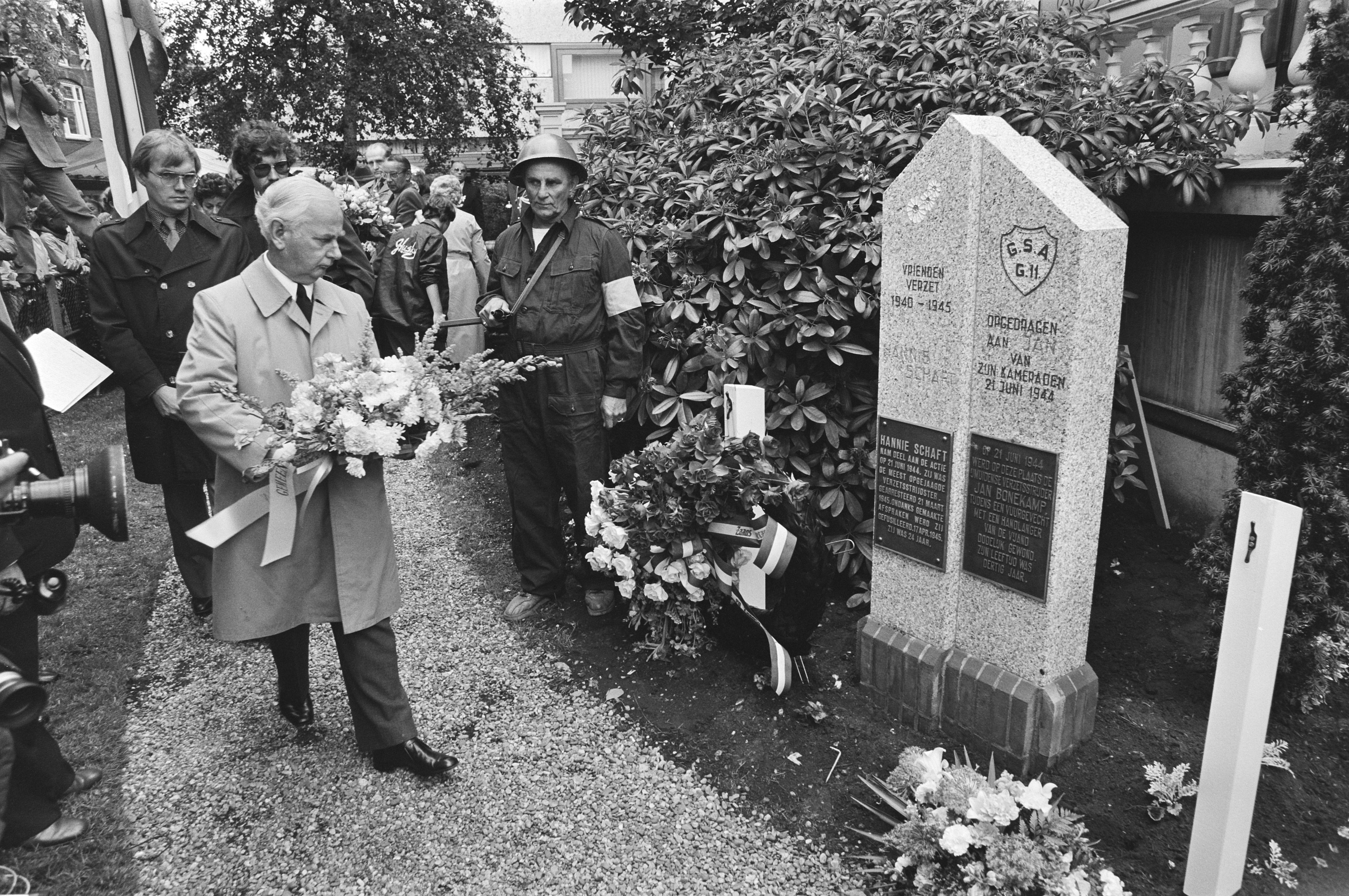
Inauguración de la piedra conmemorativa de los héroes de la resistencia Hannie Schaft y Jan Bonekamp i, número de artículo 930-8887

Jannetje Johanna Schaft, conocida por el nombre secreto Hannie Schaft, y Johanna Elderkamp (Haarlem, 16 de septiembre de 1920-Bloemendaal, 17 de abril de 1945) fue un icono de la resistencia neerlandesa comunista durante la Segunda Guerra Mundial.
Destacó por su papel en la resistencia con el que lograban engatusar a los soldados alemanes para luego ejecutarlos aprovechando su aspecto juvenil, por el cual no levantó sospechas. Llevaron a cabo la resistencia contra los alemanes nazis y los neerlandeses locales afines al régimen de la ocupación en Ámsterdam. Entre ella y las hermanas Oversteegen ejecutaron a más de dos centenas de soldados.

## Biografía
Jannetje Johanna Schaft, llamada «Jo» y conocida en la resistencia con el nombre de Hannie Schaft, nació en Haarlem (Holanda); era hija del maestro de la escuela normal Pieter Schaft y de Aafje Talea Vrijer. Su madre era menonita, y su padre era simpatizante del Partido Socialdemócrata de los Trabajadores (uno de los partidos que dieron origen al actual Partido del Trabajo de los Países Bajos).
Desde joven, animada por su familia, se implicó en debates sobre política y justicia social. En 1938 inició los estudios de Derecho en la Universidad de Ámsterdam y se especializó en Derecho Internacional.
Durante la etapa de estudiante, tras la invasión la Alemania nazi de Polonia, colaboró con el envío de paquetes a lo militares polacos detenidos. Fue asidua a las conferencias de HJ Pos fundador del Comité de Vigilancia de Intelectuales Antinacionalistas –Comité van Waakzaamheid– que avisaba sobre los peligros de los nacionalismos que buscan la superioridad racial y defendía la libertad cultural. Mientras colaboraba con las ayudas a refugiados españoles trabó amistad con la estudiante judía, Philine Polak, ambas asistieron a las conferencias de LJ van Apeldoorn, simpatizante del Movimiento Nacional Socialista (NSB). Esta amistad, junto a los lazos de unión con Sonja Frenk (cuya familia durante la Guerra se ocultó en casa de los padres de Hannie), la hicieron tomar conciencia sobre las acciones ante la discriminación de los judíos durante la Segunda Guerra Mundial. Durante este periodo empezó a difundir panfletos en la Universidad y a hacerse eco de los programas de radio ilegales.

## Participación en la Resistencia

### Primeros años

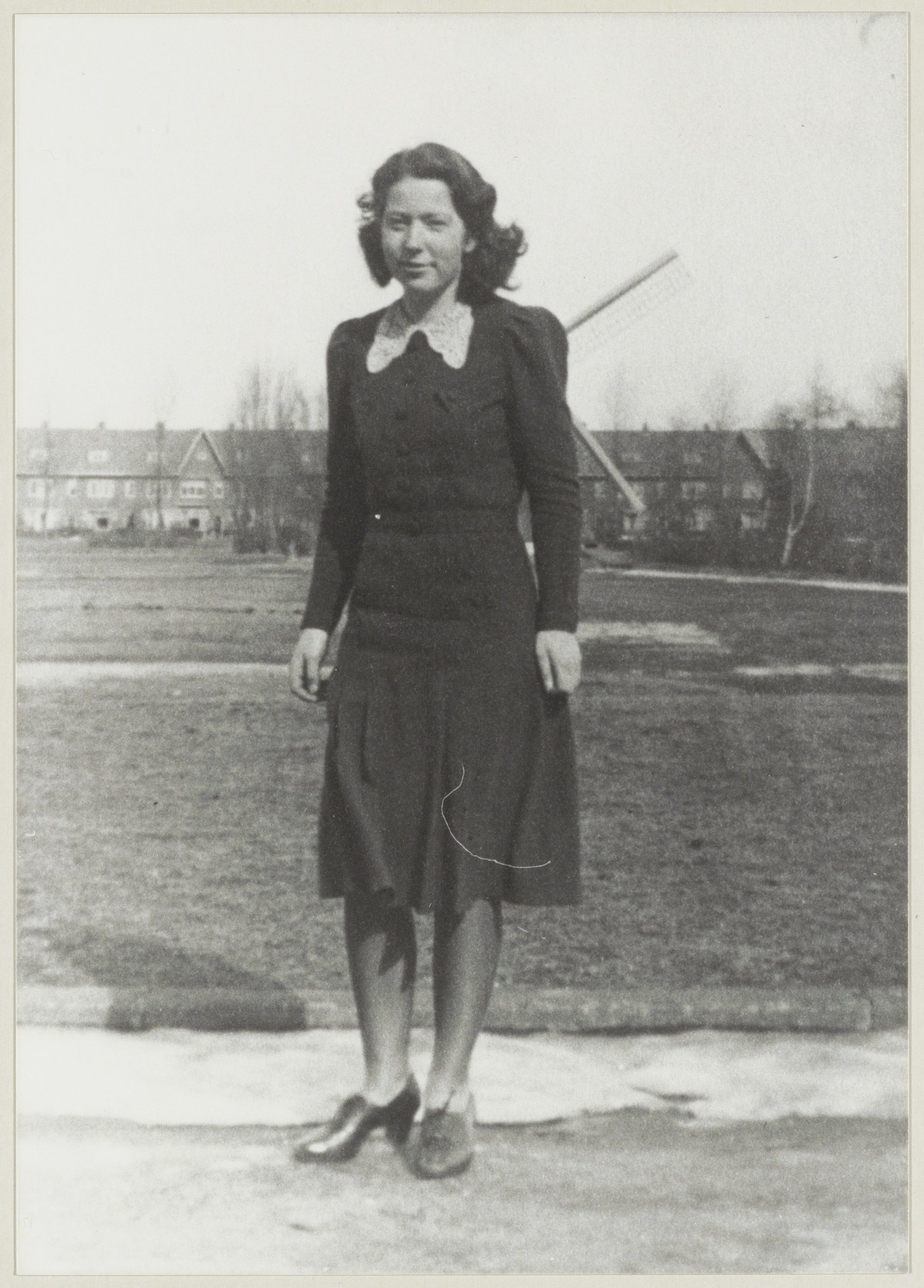
Hannie Schaft en Van Dortstraat. (Noord-Hollands Archief / Fotoburo de Boer)

En 1940 con las primeras capitulaciones, surgió uno de los movimientos de llamamiento a la resistencia, –De Geuzen– de Bernard IJzerdraat, al tiempo que se perseguía a los judíos y se establecía la firma de la Declaración Aria para todos aquellos trabajasen para el gobierno, incluidos los profesores. Con la detención y deportación en Ámsterdam en 1941 de un importante número de judíos, cuatrocientos, surgió la primera huelga y con ella la resistencia. Muchos de los jóvenes neerlandeses se unieron a ella con acciones menores, entre ellas Hannie Schaft.
Con la toma de los Países Bajos, el 13 de marzo de 1943, los estudiantes fueron obligados a firmar la Declaración de fidelidad o lealtad –Loyaliteitsverklaring– para con el régimen nazi, por el cual todos los graduados debían trabajar en Alemania y era requisito para acceder a la universidad, a lo que ella se negó al igual que la mayoría de los estudiantes. Hanna completó los estudios de forma clandestina y al poco tiempo regresó a casa de sus padres junto a Philine y Sonja, quienes se ocultaron en la casa familiar.

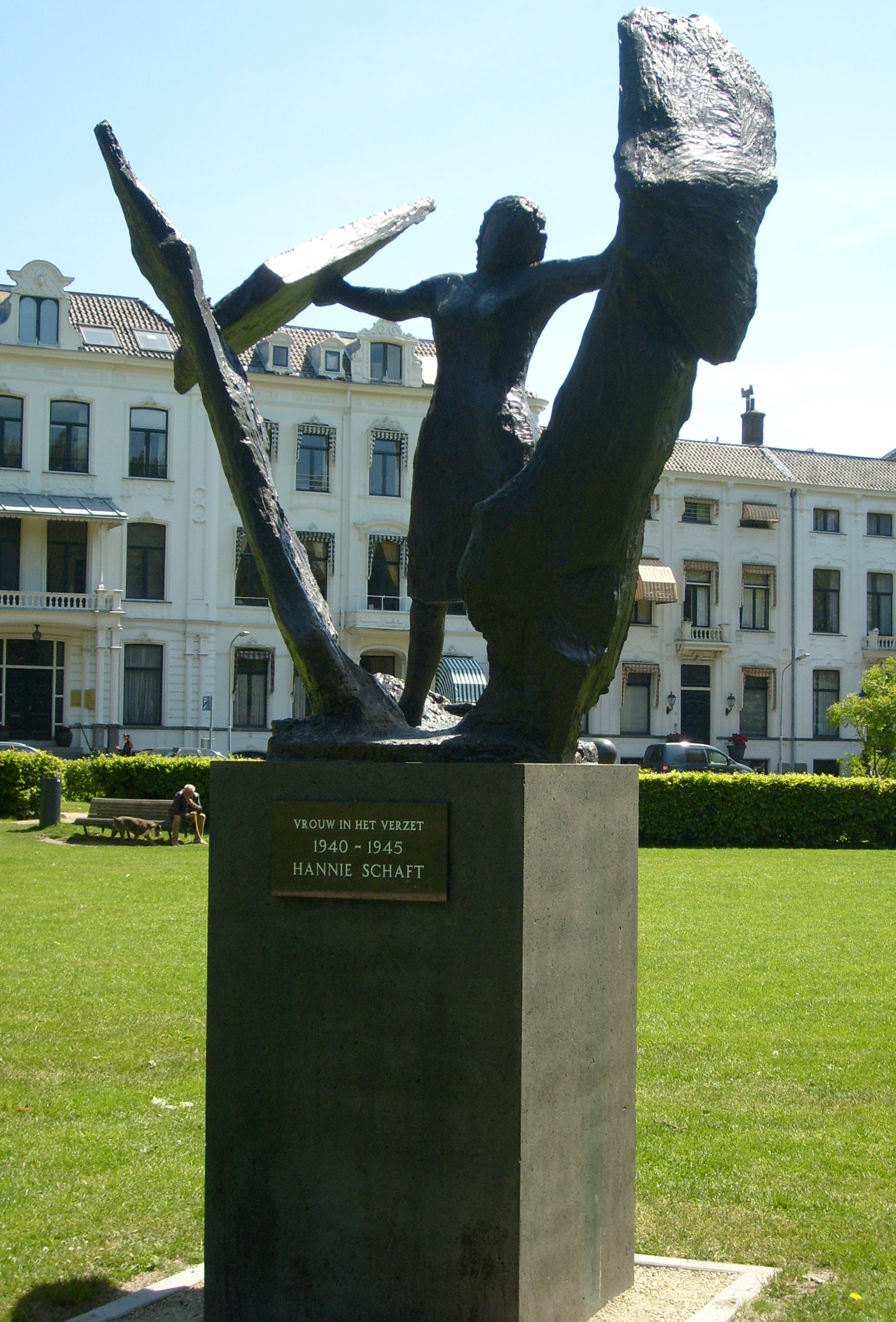
Hannie Schaft monumento, Kenaupark, Haarlem

A partir de este momento comenzó a tomar parte en la resistencia, sus primeros trabajos consistieron en contactar con las hermanas Truus y Freddy Oversteegen para formar un grupo que facilitara informes sobre los alemanes, haciendo labores de mensajería, difundiendo propaganda antinazi, pegando carteles, ayudando a personas en la clandestinidad con las cartillas de racionamiento y facilitando documentos de identidad y realojamiento a los perseguidos, Hannie tenía diecinueve años. En la resistencia adquirió su seudónimo Hannie, conocida también como «la pelirroja» Durante ese periodo se unió al Consejo de la Resistencia (RVV), una organización estrechamente relacionada con el Partido Comunista de los Países Bajos (CPN). En colaboración con Truus y Freddy Oversteegen cometió diversos atentados contra los invasores alemanes, colaboracionistas y traidores, fue la autora de varios sabotajes entre ellos el de la planta de energía PEN en Velsen-Noord y los asesinatos de varios objetivos.

### Actividad
Hannie Schaft aprendió alemán hasta hablarlo con fluidez, y solía usar sus conocimientos extraer información de los alemanes. Elaboró un mapa de las defensas en la costa Atlántica, gracias a un pase falsificado que le permitió moverse por todo el territorio.
El 8 de junio de 1944, en colaboración con Jan Bonekamp, atentó contra el pastelero Piet Faber, miembro del Movimiento Nacional Socialista en los Países Bajos, (NSB). Piet Faber falleció seis días más tarde. El 21 de junio del mismo año atentaron con éxito contra W.M. Ragut, quien se había enriquecido delatando a sus compatriotas. Jan Bonekamp resultó herido mortalmente, antes de morir Emil Rühl lo engaña haciéndose pasar por amigo y obtuvo la dirección de Hannie Schaft. Fue detenida por Emil Rühl y la Sicherheitspolizei –Policía de seguridad SiPo– con sus padres y fueron enviados al Campo de concentración de Herzogenbusch en Vught. Ante la presión Schaft abandonó la resistencia temporalmente para lograr la liberación de sus padres. Una vez liberados se tiñó el pelo pelirrojo de color negro para no ser identificada y regresó a la actividad en la resistencia bajo la identidad de Johanna Elderkamp, donde se ocupó de transportar armas, prensa y documentación para la misma.

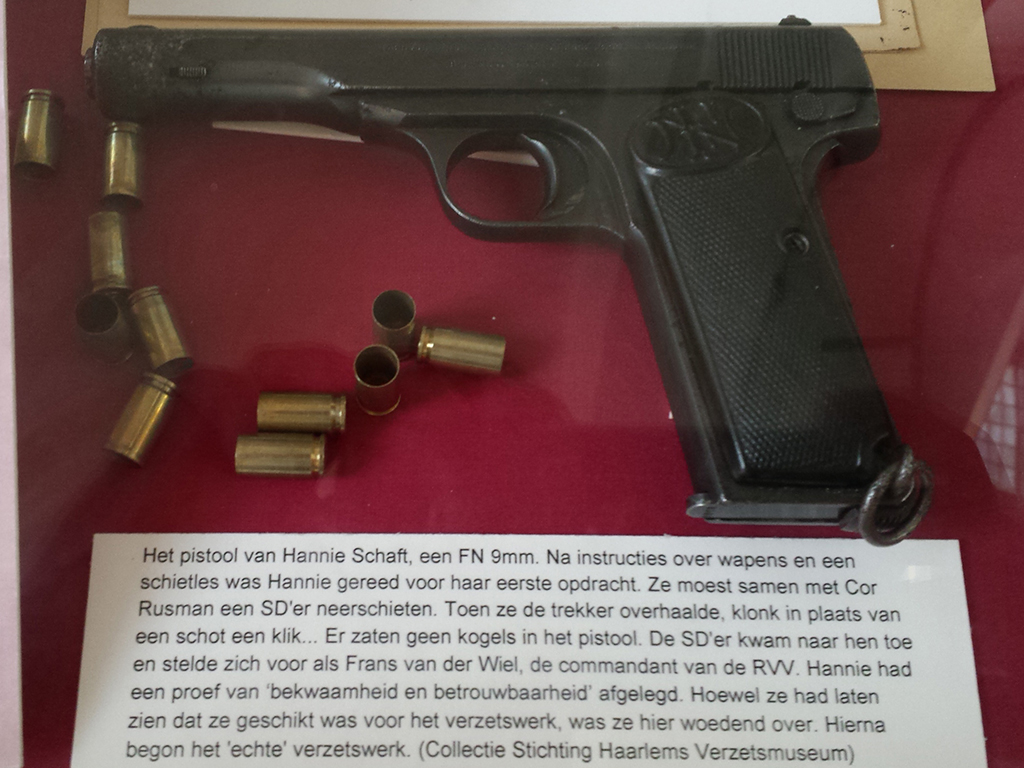
Pistola FN de 9 mm empleada por Hannie Schaft. Se expone en el Noord-Hollands Archief de Haarlem.

El 5 de septiembre de 1944 siguiente llevó a cabo un atentado fallido (en colaboración con Jan Heusdens) contra un agente de policía. El 25 de octubre tenía planeado atentar contra Fake Krist (conocido agente de policía de Haarlem, miembro del NSB y colaborador del Sicherheitsdienst (SD) –el Servicio de Seguridad de las SS– con la ayuda de Truus Oversteegen, pero resultaron heridos.
Cuando una sección del RVV en Velsen ejecutó a un granjero acomodado sin permiso de sus mandos, Hannie (junto con otras dos mujeres) sospecharon de las actividades de esta rama de la resistencia. Entregó una lista de los culpables del acto a los líderes del RVV. Los ejecutores del granjero fueron delatados al SD, lo que los condujo a la muerte. Finalizada la guerra se investigó este incidente conocido como el caso Velser, por el cual el crimen organizado se había hecho la sección de la resistencia.
El 1 de marzo de 1945, Hannie Schaft y Truus Oversteegen mataron de un disparo al agente de policía (y miembro del NSB) Willem Zirkzee. El 15 de marzo asesinaron al famoso peluquero Ko Langendijk, que trabajaba para el SD (Jan Bonekamp había intentado asesinarlo con anterioridad, pero sin éxito).

## Arresto y asesinato

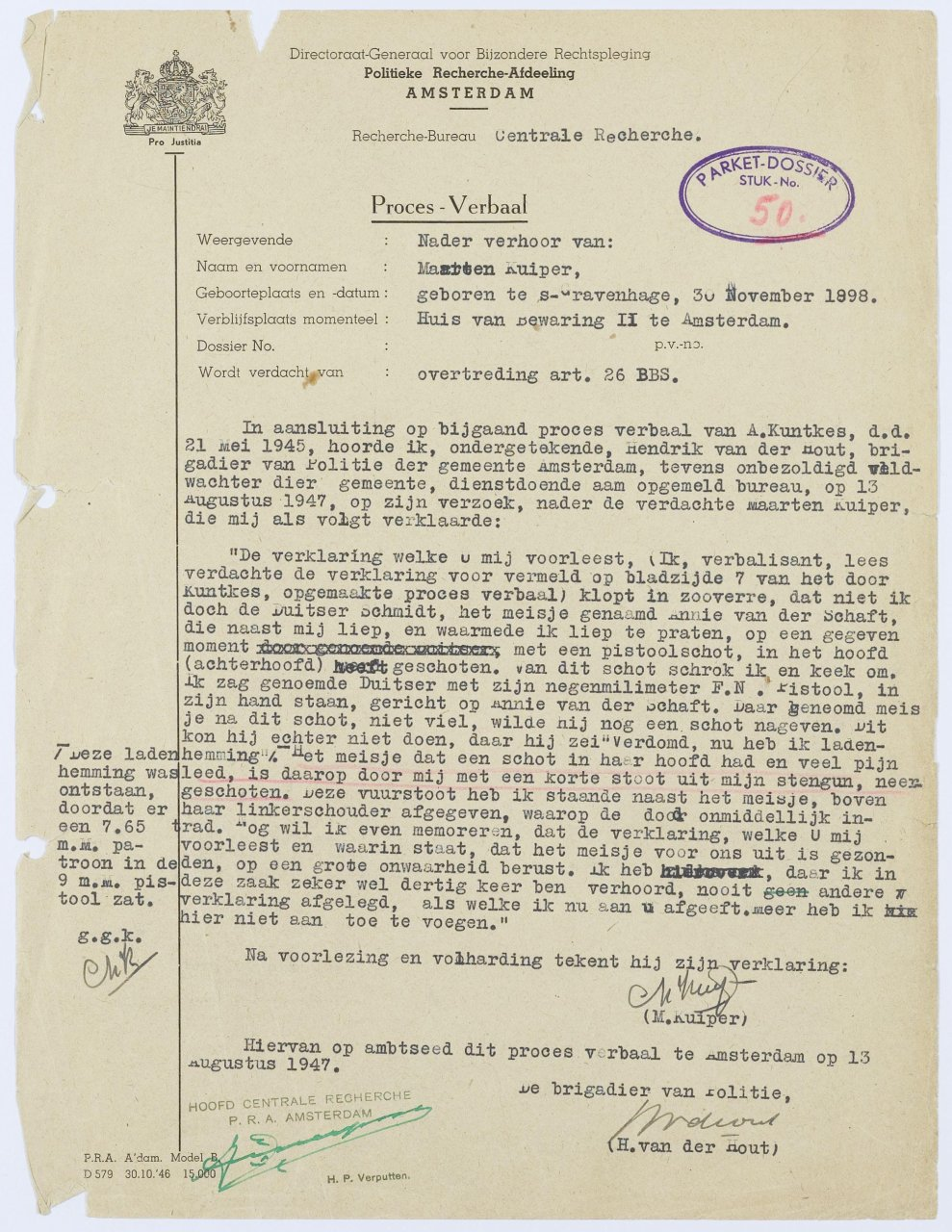
Informe oficial del 13 de agosto de 1947 sobre el interrogatorio de Maarten Kuiper sobre la ejecución de Hannie Schaft

El 21 de marzo de 1945, Hannie Schaft fue arrestada en un puesto de control policial en Haarlem. Se le encontraron en su poder el periódico de ideología comunista de Waarheid. Llevaba además documentos de la resistencia y un arma, una pistola FN-9 mm. Fue traslada al centro de detención de Oostvest, donde tras ser interrogada iba a ser liberada al día siguiente, sin embargo Emil Rülh, presente en el centro de detención pidió trasladarla a la Ámsterdam fue quien la reconoció e identificó.
La trasladaron al centro de detención de Amstelveenseweg donde fue sometida a varios interrogatorios, torturas y permaneció en aislamiento, para obtener la información sobre los asesinatos de Ragut y Piet Faber en 1944. Acabó confesando ambos crímenes más el de Ko Langendijk, con lo que impidió la muerte de cinco rehenes.
Aunque al final de la guerra existía un acuerdo entre los ocupantes y las fuerzas de la resistencia para no matar a mujeres, y los alemanes se habían comprometido a no fusilar a Hannie Schaft, fue fusilada el 17 de abril de 1945 (tres semanas antes de acabar la guerra) en las dunas de la playa en Bloemendaal, por orden de Willy Lages, jefe del SD en Ámsterdam. Tras un disparo por la espalda fallido, realizado por Mattheus Schmitz, mientras caminaban hacia la playa, Maarten Kuiper, disparó con su metralleta causándole la muerte. Su cuerpo fue enterrado en las mismas dunas sin miramientos.

## Fundación

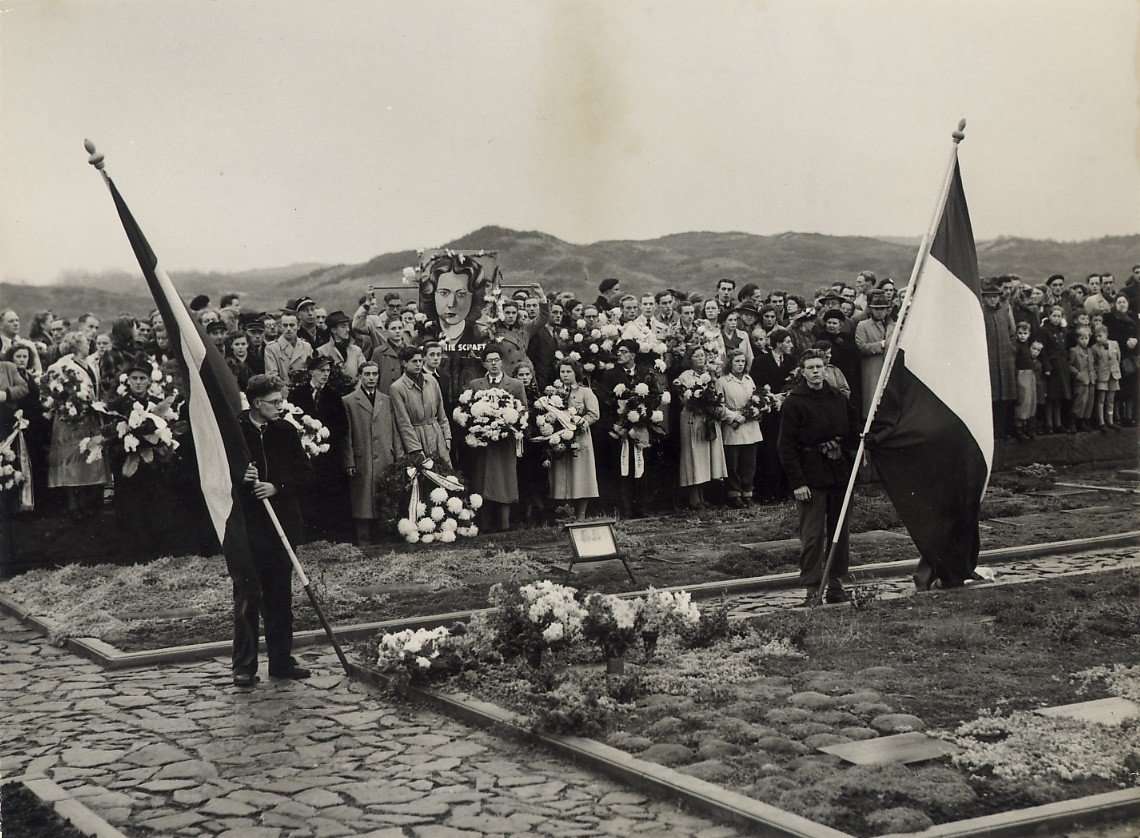
Conmemoración de Hannie Schaft en el cementerio honorario de Overveen. (1953, Noord-Hollands Archief).

El 3 de junio de 1996 se creó la Fundación Hannie Schaft –National Hannie Schaft Remembrance Foundation–cuya labor ha sido preservar la memoria del icono nacional de la resistencia neerlandesa. El trabajo de la Fundación gira en torno a la figura y los valores de Hannie Schaft basados en la difusión da las consecuencias de los nacionalismos, el extremismo, el racismo y la discriminación realizando diferentes acciones dirigidas hacia los jóvenes.

### Entierro con honores
El 27 de noviembre de 1945, su cuerpo fue exhumado y trasladado al Cementerio de Honor de Bloemendaal, en Overveen, en presencia de la reina Guillermina, la princesa Juliana y el príncipe consorte Bernardo de Lippe-Biesterfeld. Se estableció el último domingo de noviembre como día para realizar una conmemoración anual.

## Reconocimientos

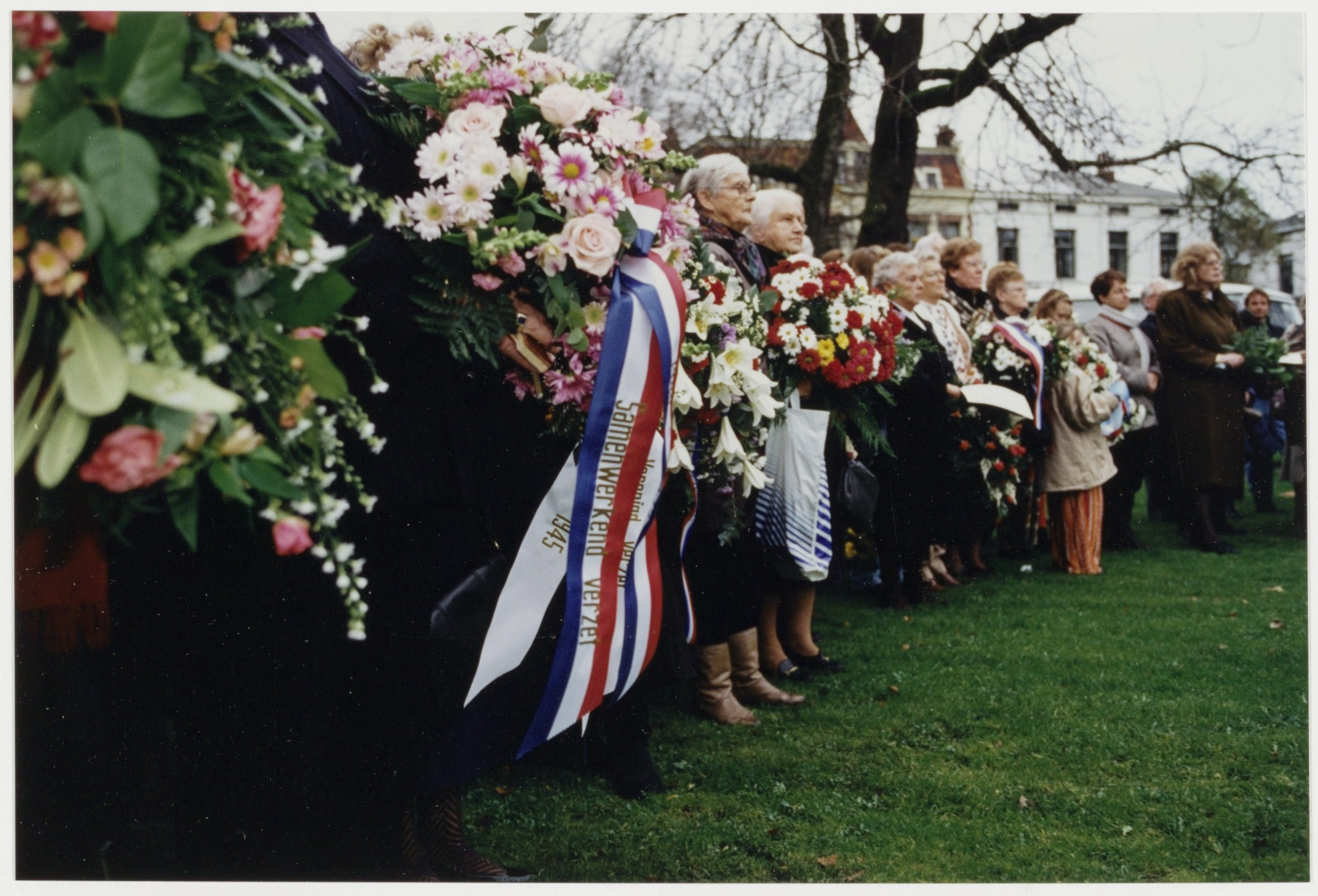
Antiguoscombatientes de la resistencia rinden homenaje a Hannie Schaft frente a su monumento en el Kenaupark. (Noord-Hollands Archief / Fotoburo de Boer)

El 3 de mayo de 1982, su amiga de la resistencia Truus Menger-Oversteegen y la princesa Juliana inauguraron una estatua de bronce en honor de Hannie Schaft, en el parque Kenau de Haarlem.
Por su lucha contra los nazis, Hannie Schaft obtuvo, a título póstumo, la Cruz de la Resistencia (la condecoración más alta de los Países Bajos para los miembros de la resistencia), y una distinción especial de los Estados Unidos.
Varias escuelas y calles de los Países Bajos han recibido su nombre en su honor. Se editaron varios libros y se hicieron películas sobre su vida: su carácter aparece, por ejemplo, en la película El Atentado de Fons Rademakers. Ineke Verdoner escribió una canción sobre ella. Theun de Vries escribió una biografía sobre su vida: Het meisje met het rode haar (La Pelirroja). Este libro fue llevado a la pantalla con el mismo título en 1981, por Ben Verbong, con Renée Soutendijk como protagonista.
El 22 de enero de 2008, la Unión Astronómica Internacional bautizó el planetoide 85119 como Hannie Schaft.